# بود چیپیلینگسکیه
بود چیپیلینگسکیه (به لهستانی:  Budy Ciepielińskie) یک روستا در لهستان است که در گمینا پوکژونگتسا واقع شده‌است.